# Анна фон Ербах-Ербах
Анна фон Ербах-Ербах (на немски: Anna von Erbach-Erbach; * пр. 1363; † 29 ноември/30 ноември 1375) e шенк от Ербах в Ербах и чрез женитба шенк на Ербах и господарка на Михелщат.

## Произход
Тя е единствената дъщеря на шенк Конрад V фон Ербах-Ербах († 1381) и първата му съпруга Кунигунда фон Брукен († 1357), дъщеря на Йохан IV фон Брукен, господар на Хунзинген († 1333), и съпругата му фон Лимбург.
Баща ѝ Конрад V се жени втори път сл. 13 септември 1357 г. за Маргарета фон Ербах († 1396). Така Анна е полусестра на шенк Конрад VI фон Ербах-Ербах († 1427), Анна († 1444), омъжена пр. 8 февруари 1408 г. за граф Хайнрих фон Льовенщайн († 1444), и на Елизабет († сл. 1411), приорес на „Кл. Либенау“ близо до Вормс.

## Фамилия
Анна фон Ербах-Ербах се омъжва за Хайнрих I фон Ербах (* пр. 1333; † 16 февруари 1387), шенк на Ербах и господар на Михелщат, син на шенк Еберхард VII фон Ербах, господар на Михелщат († 1327) и Имагина фон Спонхайм-Кройцнах († 1341). Те имат шест деца:
- Филип фон Ербах († сл. 1390), свещеник
- Еберхард X фон Ербах (* пр. 1388; † 1418), наследствен шенк на Ербах в Ербах, женен през 1390 г. за Мария фон Бикенбах († 19 август 1397)
- Барбара († 1408), омъжена за Албрехт III фон Рехберг-Щауфенек-Фалкенщайн († 24 март 1408)
- Хайнрих († 30 август 1403/13 август 1404), каноник във Вюрцбург
- Еберхард († 14 октомври 1441), каноник в Майнц (1420), Страсбург (1429) и Шпайер (1430)
- Анна (* ок. 1404; † 1425), омъжена за Рорих фон Айзенбах